# Эбуа, Джозеф
Джозеф Эбуа — кенийский легкоатлет, специализируется в беге на длинные дистанции и в кроссе. Чемпион мира по кроссу 2010 года в личном первенстве и командном зачёте.
Джозеф родился в городе Барагой, Кения. По происхождению относится к народности Туркана.

## Карьера
Победитель пробега Great South Run 2010 года. Победитель кросса Cross de l'Acier в 2010 и 2011 годах. Двукратный победитель кроссового пробега Cross Internacional de la Constitución. В 2011 году выиграл Campaccio, а в 2011 и 2012 годах становился победителем Cross Zornotza.
В 2013 году стал победителем экидена Тиба, в котором он бежал первый этап протяжённостью 5 километров и преодолел его за 13.31.
22 марта он дебютировал на полумарафонской дистанции, заняв 5-е место на полумарафоне в испанском городе Аспейтия, показав время 1:02.15.

## Достижения
- Чемпион мира по кроссу 2006 года в команде.
- Серебряный призёр чемпионата мира среди юниоров 2006 года на дистанции 10000 метров.
- Чемпион мира по кроссу 2008 года в команде.
- 13-е место на чемпионате мира в Берлине на дистанции 5000 метров.
- Чемпион мира по кроссу 2010 года в личном первенстве и команде.